# Quadient
Quadient (voorheen Neopost) is een Frans bedrijf en wereldleider in oplossingen voor post- en pakjesverwerking, verzenddiensten en digitale communicatie. Quadient is genoteerd op de Euronext-aandelenbeurs in Parijs en het hoofdkantoor is gevestigd in Bagneux.

## Beschrijving
De geschiedenis van Neopost gaat terug tot 1924. Met producten en diensten die in 90 landen vermarkt worden en vestigingen in 29 landen, is Quadient nummer 1 in Europa en nummer 2 in de wereld op het gebied van postkameroplossingen om zowel fysieke als digitale poststromen te optimaliseren. Quadient heeft 5900 medewerkers wereldwijd, waarvan 1200 verkoopmedewerkers en 500 R&D medewerkers.
Voor innovatie, onderzoek en ontwikkeling beschikt Quadient over verschillende gespecialiseerde onderzoeks- en ontwikkelingscentra in onder meer Frankrijk, Tsjechië, het Verenigd Koninkrijk en de Verenigde Staten. Quadient beschikt over twee productiecentra: Le Lude (Frankrijk) voor high-end mailing systemen en Loughton (Verenigd Koninkrijk) voor het high-end segment van de vouw-vulsystemen.

### Drachten
De voormalige vestiging 'Quadient Technologies BV' in de Friese plaats Drachten kwam voort uit HaDeWe en werd vanaf 2019 binnen de Quadient-groep het 'centre of competence' voor de ontwikkeling en de productie van producten zoals de Folder/Inserter (vouwen van documenten en deze automatisch in enveloppen stoppen) en verpakkingsmachines voor het creëren van dozen op maat en het automatisch verpakken van goederen met variabele afmetingen. Sinds 2021 is de vestiging in Drachten zelfstandig verdergegaan onder de naam Sparck Technologies.